# Jean-Louis Scaringella
 (septembre 2019).
Si vous disposez d'ouvrages ou d'articles de référence ou si vous connaissez des sites web de qualité traitant du thème abordé ici, merci de compléter l'article en donnant les références utiles à sa vérifiabilité et en les liant à la section « Notes et références ».
Jean-Louis Scaringella, né le 16 juillet 1948 à Grenoble, est un universitaire et avocat français. Parallèlement à sa carrière académique (juriste, professeur de finance), il a dirigé plusieurs établissements d’enseignement supérieur de gestion de la Chambre de commerce et d'industrie de région Paris - Île-de-France (parmi lesquels HEC Paris, puis ESCP Europe dont il a conduit la fusion en 1999) et a été directeur général adjoint de la CCIP, chargé des études, de la prospective et de l'innovation. Il est entre autres avocat au Barreau de Paris.

## Biographie
En 1989 il est directeur des institutions scolaires d'HEC.
Il occupe de 1993 à 1999 les fonctions de directeur général du CPA (Centre de Perfectionnement aux Affaires). À partir de septembre 1999 il est directeur général du groupe ESCP-EAP. En 2006 il est directeur général adjoint de la CCIP.
Scaringella est également membre du conseil de l'EFMD (Fondation européenne pour le développement de la gestion), membre du conseil du Centre d'études diplomatiques et stratégiques (CEDS), membre du comité de rédaction de l'European Management Journal et de Expansion Management Review, professeur à l' Université Panthéon-Assas et conseiller en matière de défense auprès du secrétaire général de la Défense nationale.[réf. souhaitée]

## Diplômes
- HEC Paris (1970) et Harvard Business School (1972)[2]
- Doctorat en droit[2]
- Certificat d'aptitude à la profession d'avocat
- Diplôme de l'Institut de droit des affaires de l'Université Paris II Panthéon-Assas (IDA)

## Carrière
- 1970 - 1978 : Professeur titulaire de finance à HEC Paris
- 1978 - 1983 : Directeur de l'Institut supérieur des affaires (MBA de HEC)
- 1983 - 1984 : Directeur adjoint de l'enseignement de la Chambre de commerce et d'industrie de Paris (CCIP)
- 1984 - 1989 : Directeur de la communication de la CCIP
- 1989 - 1992 : Directeur de HEC
- 1993 - 1999 : Directeur général du Centre de perfectionnement des affaires
- 1999 - 2006 : Directeur général de ESCP-EAP (Paris, Londres, Madrid, Berlin, Turin)
- 2006 - 2013 : Directeur général adjoint de la CCIP, puis de la CCI Paris Ile-de-France, chargé des études, de la prospective et de l'innovation, membre du Conseil de Direction générale
- Depuis 2013 : Avocat à la Cour, médiateur et arbitre agréé par le Centre de Médiation et d'Arbitrage de Paris
- Depuis 2014 : Directeur de l'École de formation professionnelle des barreaux de la cour d'appel de Paris (EFB) (école du barreau de Paris).

Il est aussi membre du conseil d'administration de l'EFMD (European Foundation for Management Development) ; membre du conseil d'administration du Centre d'études diplomatiques et stratégiques (CEDS) ; membre du comité éditorial de l’European Management Journal et de l’Expansion Management Review, professeur associé à l'université Panthéon-Assas, conseiller de défense du secrétaire général de la défense nationale ; membre du conseil d'administration de plusieurs universités étrangères et de plusieurs centres d'études de recherches juridiques.

## Ouvrages
- Les industries de défense en Europe (1998)[4]
- L'art du management de l'information (en coll., 2000)
- RH : les meilleures pratiques des entreprises du Cac 40 (en coll., 2003)
- L'art de la dirigeance (en coll., 2007)
- Top Management teams (en coll., 2010)
- préface à : Taliesin, du mythe celtique à l'archétype universel. Par Nathalie Bordeau. Bart & Jones. 2015

## Décorations
- Officier de la Légion d'honneur depuis le 10 avril 2003, il est promu commandeur de la Légion d'honneur le 1er janvier 2012
- Commandeur de l'ordre national du Mérite[5]
- Commandeur des Palmes académiques
- Officier de l’Ordre du Mérite de la République fédérale d'Allemagne
- « fellow » de la British Royal Society of Arts
- Commandeur de l’Ordre du Mérite culturel de la Bolivie
- Officier de l’Ordre national du Mérite du Sénégal
- Chevalier de l’Ordre national du Burkina Faso